# مؤتمر جنيف (1973)
كان مؤتمر جنيف لعام 1973 محاولة للتفاوض لإيجاد حل للصراع العربي الإسرائيلي على النحو المتوخى في قرار مجلس الأمن التابع للأمم المتحدة رقم 338 بعد الدعوة إلى وقف إطلاق النار لإنهاء حرب أكتوبر. بعد مفاوضات «دبلوماسية مكوكية» قام بها هنري كيسنجر، افتتح المؤتمر في 21 ديسمبر 1973 تحت إشراف الأمين العام للأمم المتحدة، مع الولايات المتحدة و‌اتحاد الجمهوريات السوفيتية الاشتراكية كرئيسين مشاركين. وكان وزراء خارجية مصر و‌الأردن و‌إسرائيل في الحضور. وظلت الطاولة مع اللوحة التي تحمل اسم سوريا غير مشغولة، وإن كانت سوريا قد أشارت إلى إمكانية المشاركة في المستقبل. وتحدث كل وزير خارجية، موجهًا كلامه أساسًا إلى الجماهير المحلية بدلًا من بعضهم البعض. أوضح كيسنجر استراتيجته الخطوة-خطوة وذكر أن هدف المؤتمر هو السلام؛ وكانت الحاجة الملحة تعزيز وقف إطلاق النار عن طريق القيام بفك ارتباط القوات باعتبارها «الخطوة الأولى الأساسية» نحو تنفيذ قرار الأمم المتحدة 242. ومن ثم رفعت الجلسة.
على الرغم من عدم التوصل إلى اتفاق في جنيف، فإن هذا الجهد لم يكن عبثًا. وعقب الانتخابات الإسرائيلية، تم التوقيع على فك الارتباط العسكري بين إسرائيل ومصر في 18 يناير 1974، وتم التوقيع على فك الارتباط بين إسرائيل وسوريا في 31 مايو.
على الرغم من فشل المحاولات في السنوات اللاحقة لإحياء المؤتمر، فإن اتفاق سيناء المؤقت بين إسرائيل ومصر وقع رسميًا في جنيف في 4 سبتمبر 1975، كجزء من عملية مؤتمر جنيف. وينص هذا الاتفاق على أن النزاعات بين مصر وإسرائيل «ينبغي أن لا تحل بالقوة العسكرية ولكن بالوسائل السلمية.»

## أهداف مصر
بحلول موعد تبوؤ أنور السادات منصب الرئيس، كانت مصر تنأى بنفسها من القومية العربية ومن الأنظمة الراديكالية في المنطقة. وقد ثبطت مصر مشاركة تلك الدول في مؤتمر جنيف. وكان الهدف الأساسي للمصريين هو استعادة الأراضي التي فقدوها في عام 1967 لإسرائيل في حرب الأيام الستة في عهد الرئيس جمال عبد الناصر. كان هذا هدفهم خلال حرب أكتوبر قبيل المؤتمر والهدف خلال اتفاقات كامب ديفيد في عام 1978.

## مسألة التمثيل الفلسطيني
أعرب المصريون والأمريكيون والأردنيون والسوفييت عن أملهم، أنه من خلال المؤتمر، سيتم وضع نوع من الاتفاق الدولي بشأن المشكلة الفلسطينية والتي سيمثل الفلسطينيون بشأنها أشخاصًا معينين في الشؤون الدولية. كانت مصر تؤيد منظمة التحرير الفلسطينية لتمثيل الفلسطينيين والانضمام إلى مصر وإسرائيل والولايات المتحدة والدول الأخرى المقررة في مؤتمر جنيف. وذهب المسؤولون السوريون خطوة أبعد وأصروا على أنه إذا لم تكن منظمة التحرير الفلسطينية حاضرة في مؤتمر جنيف فإن سوريا لن تكون حاضرة أيضًا. وقد عارضت إسرائيل والولايات المتحدة الاعتراف الرسمي بمنظمة التحرير الفلسطينية في مؤتمر جنيف لأن ميثاق منظمة التحرير لم يعترف بحق إسرائيل في الوجود. وهكذا، لم يحضر المؤتمر أي ممثلين من سوريا.

## العلاقات الأمريكية السوفيتية
كان مؤتمر جنيف آخر مرة قبلت فيها الولايات المتحدة الاتحاد السوفيتي باعتباره شريكًا متكافئًا في جهود السلام في الشرق الأوسط. في وقت لاحق، فإن التحول الملحوظ في ولاء مصر – الحليف السوفيتي منذ عقود التي انتقلت فجأة إلى المدار الأمريكي – مكن الولايات المتحدة من إقصاء السوفييت وتأكيد دور الوسيط الوحيد بين الإسرائيليين والعرب، وتجلى ذلك أولًأ في العلاقات الإسرائيلية المصرية وفيما بعد في العلاقات الإسرائيلية الفلسطينية.

## الملاحظات والمراجع
1. ↑  William B. Quandt, Peace Process, 2005, p140-141
2. 1 2  Eran, 129
3. ↑  Meital, 145-146

### الثبت المرجعي
- Eran, Oded.  "Arab-Israel Peacemaking." The Continuum Political Encyclopedia of the Middle East.  Ed. Avraham Sela.  New York: Continuum, 2002.
- Meital, Yoram.  Egypt’s Struggle for Peace: Continuity and Change, 1967-1977.